# .ir
.ir je internetová národní doména nejvyššího řádu pro Írán.